# Mille Plateaux
Mille Plateaux (bra: Mil Platôs) é um livro escrito por Gilles Deleuze e Félix Guattari. Juntamente com O Anti-Édipo, a obra compartilha o subtítulo "Capitalismo e Esquizofrenia". Deleuze e Guattari se referem aos mil níveis dimensões ou interpretações de um mesmo evento ou fenômeno. O pensamento rizomatico e complexo expresso no livro pretende ser um instrumento de desconstrução e permissão de uma reestruturação da amizade com a sabedoria através do respeito e valorização da multiplicidade e riqueza conceitual e demais espectros da experiência humana num esforço de ruptura com a estrutura hierárquica e centralizadora de poder característica da era yang do nosso planeta que está já no início da reformulação yin que anda em curso.